# Comercio exterior entre Bolivia y Nicaragua
El Comercio exterior entre Bolivia y Nicaragua se define al comercio internacional que mantienen bilateralmente el Estado Plurinacional de Bolivia con la República de Nicaragua en el intercambio de diferentes productos, bienes y servicios.
En la siguiente tabla se muestra la evolución histórica del comercio exterior entre Bolivia y Nicaragua durante los diferentes años y las décadas.
| Año  | Exportaciones de Bolivia a Nicaragua |
| 1966 | US$ 2.000 dólares                    |
| 1969 | US$ 1.000 dólares                    |
| 1970 | US$ 1.000 dólares                    |
| 1974 | US$ 15.000 dólares                   |
| 1976 | US$ 67.000 dólares                   |
| 1979 | US$ 4.000 dólares                    |
| 1981 | US$ 202.000 dólares                  |
| 1982 | US$ 120.000 dólares                  |
| 1994 | US$ 8.790 dólares                    |
| 1995 | US$ 28.000 dólares                   |
| 1996 | US$ 38.800 dólares                   |
| 1997 | US$ 2.160.000 dólares                |
| 1998 | US$ 86.900 dólares                   |
| 1999 | US$ 109.000 dólares                  |
| 2000 | US$ 64.700 dólares                   |
| 2001 | US$ 16.100 dólares                   |
| 2002 | US$ 55.500 dólares                   |
| 2003 | US$ 66.300 dólares                   |
| 2004 | US$ 46.200 dólares                   |
| 2005 | US$ 256.000 dólares                  |
| 2006 | US$ 121.000 dólares                  |
| 2007 | US$ 154.000 dólares                  |
| 2008 | US$ 416.000 dólares                  |
| 2009 | US$ 220.000 dólares                  |
| 2010 | US$ 228.000 dólares                  |
| 2011 | US$ 371.000 dólares                  |
| 2012 | US$ 2.100.000 dólares                |
| 2013 | US$ 5.750.000 dólares                |
| 2014 | US$ 665.000 dólares                  |
| 2015 | US$ 462.000 dólares                  |
| 2016 | US$ 291.000 dólares                  |